# Gitterträger

Schematische Darstellung

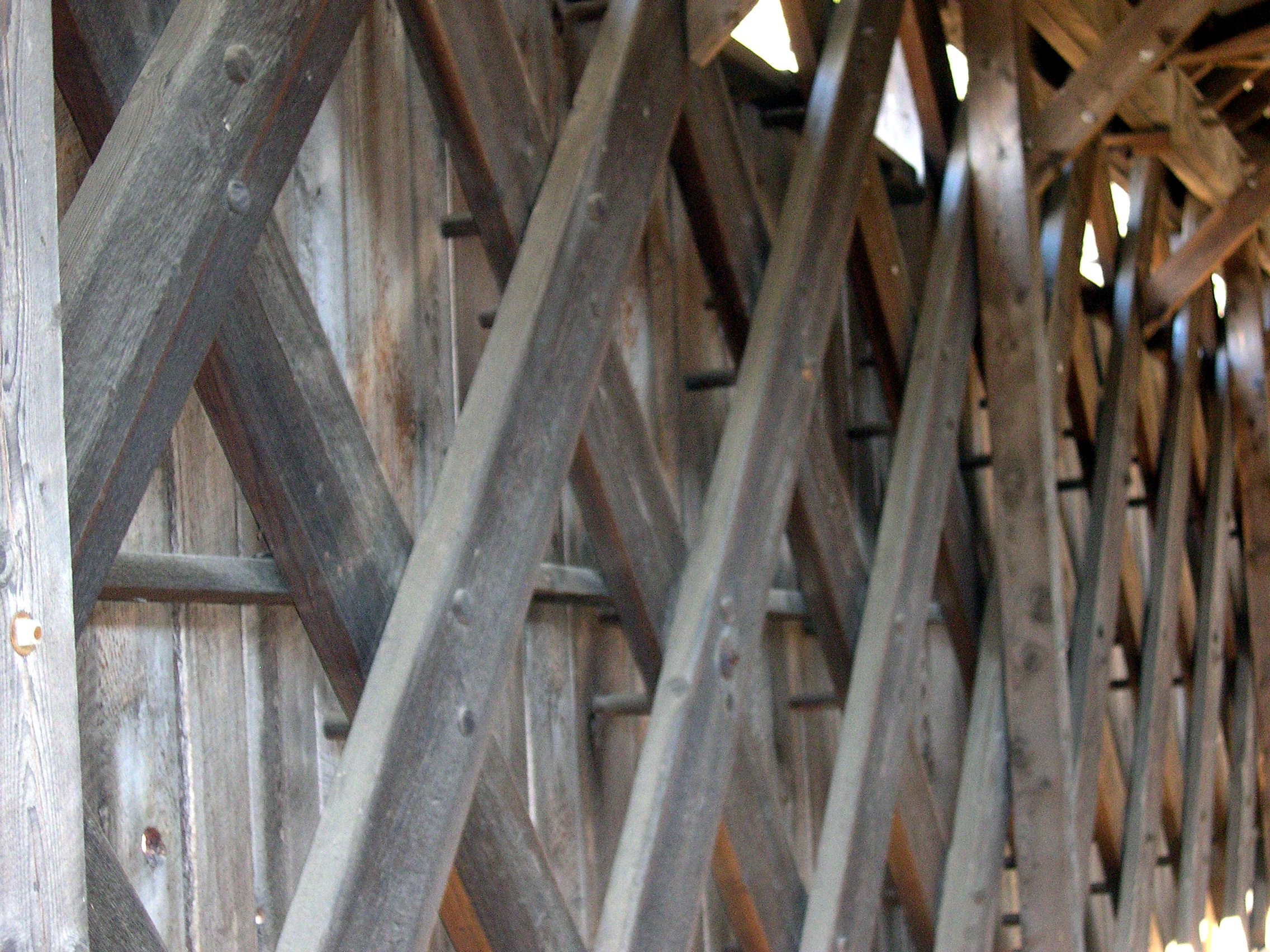
Gitterträger aus Holz

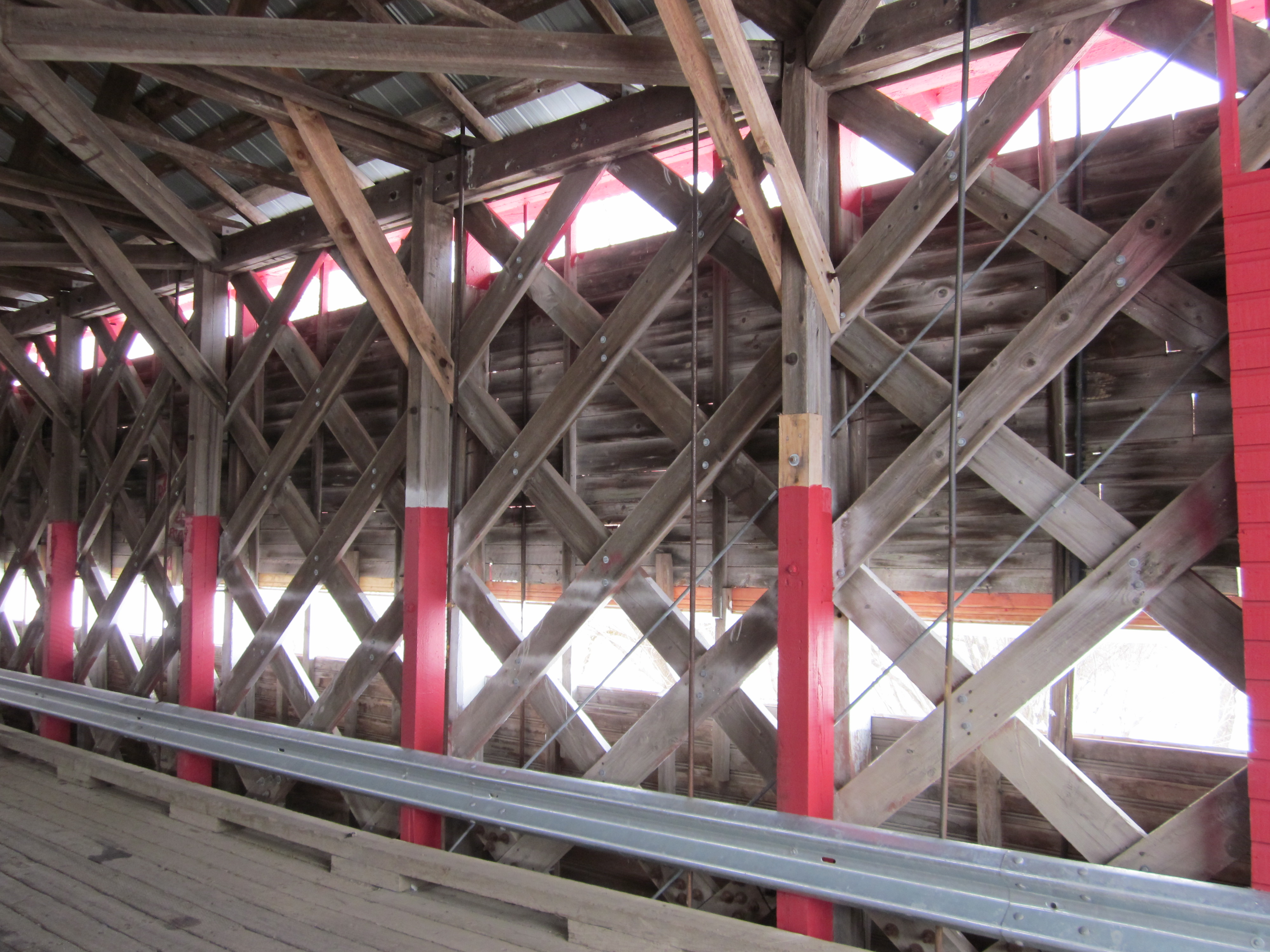
Town québécois: Pont Bordeleau

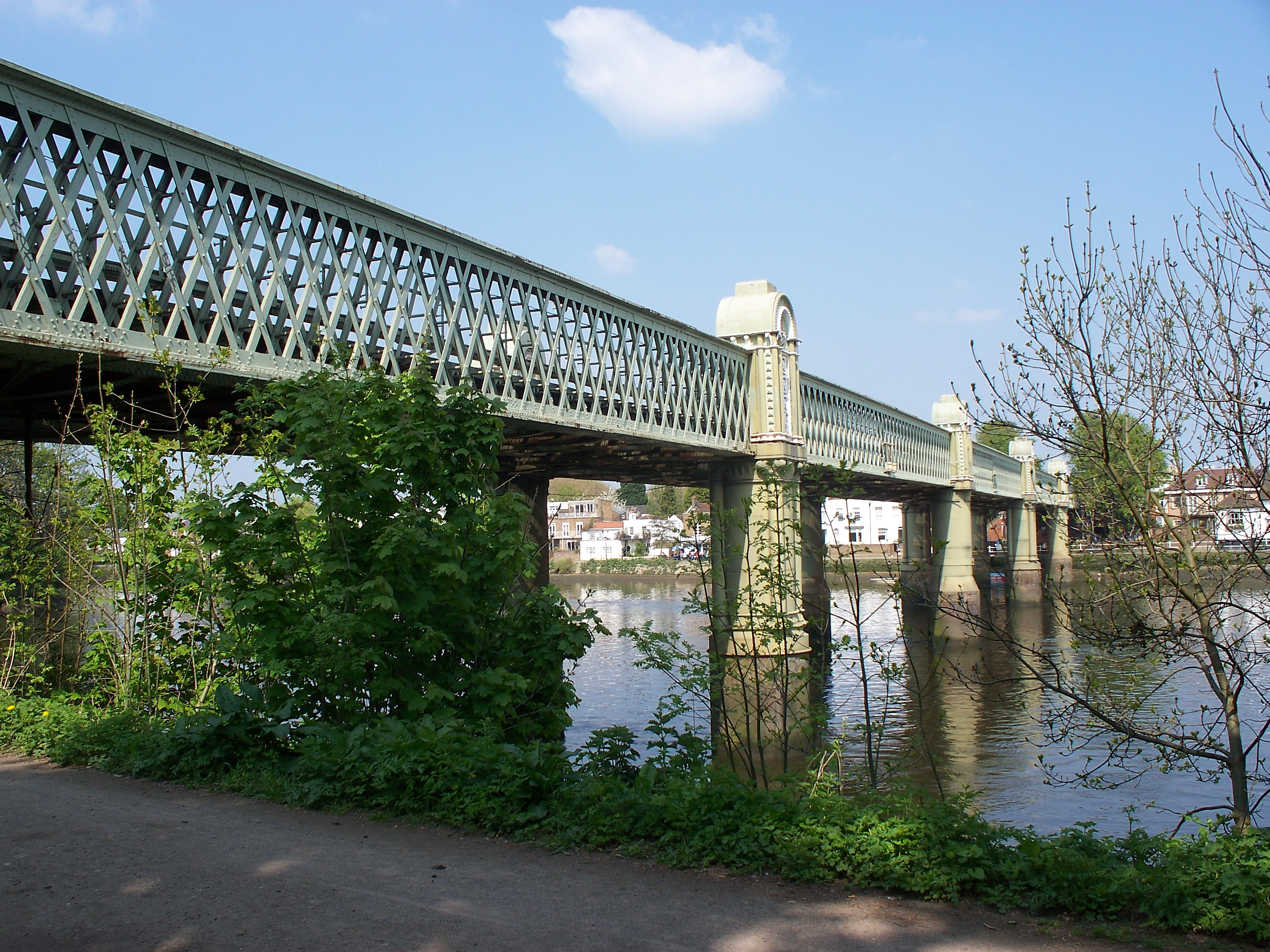
Kew Railway Bridge, Gitterträger aus Schmiedeeisen

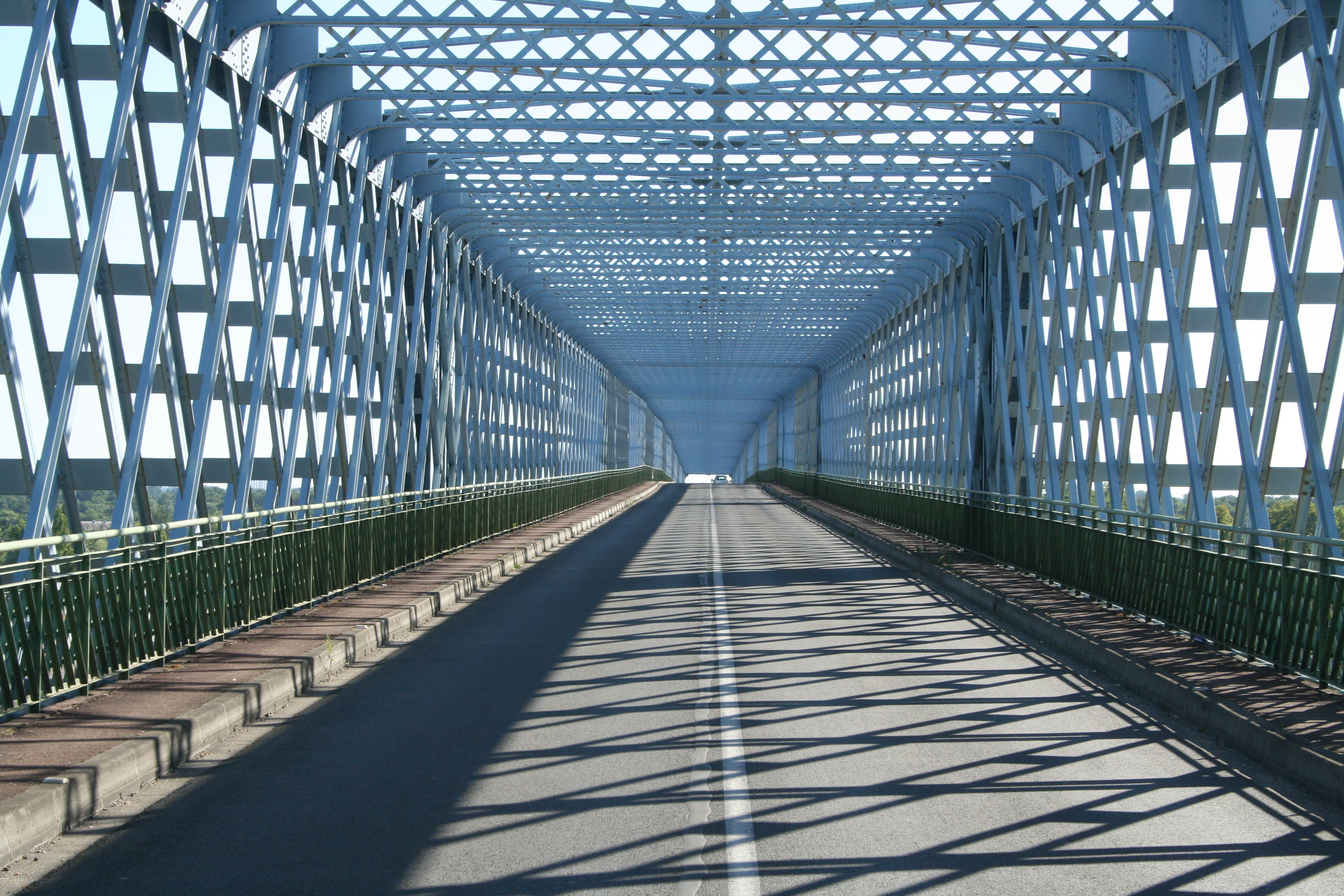
Straßenbrücke von Cubzac

Ein Gitterträger besteht aus einer Vielzahl von parallel laufenden Stäben, die diagonal übereinander gelegt und an den Kreuzungspunkten miteinander zu einem Gitter verbunden werden. Die Ober- und Unterkanten des Trägers werden in der Regel von durchlaufenden Gurten gebildet. Umgangssprachlich werden die Begriffe Fachwerkträger und Gitterträger oft synonym verwendet.
Diese Art Gitterträger sollte nicht mit den speziell für diese Bauweise hergestellten und bauaufsichtlich zugelassenen Gitterträgern von Gitterträgerdecken oder -wänden verwechselt werden.
Gitterträger wurden traditionell meist in Holzbauweise ausgeführt, mit leichten Holzlatten und Holznägeln als Verbindungsmittel. Die Verwendung von kleineren Holzlatten war einfacher und billiger als die von schweren und teuren Holzbalken. Heute werden hölzerne Gitterträger aufgrund des Arbeitsaufwands bei der Herstellung nicht mehr verwendet. Alternativ werden häufig Brettschichtholzträger eingesetzt, die sich (halb)automatisiert fertigen lassen.

## Holzbrücken
In den USA wurde diese Konstruktionsweise 1820 und 1835 von dem amerikanischen Architekten Ithiel Town als Town’s lattice truss patentiert, in Deutsch als Townscher Lattenträger oder Town’scher Lattenträger bezeichnet. Er kam insbesondere in den USA und in Kanada beim Bau von gedeckten Holzbrücken zum Einsatz. In Europa wurden Mitte des Jahrhunderts solche amerikanischen Brücken auch als Eisenbahnbrücken eingesetzt, z. B. bei der Eisenbahnbrücke Maribor oder der Eisenbahnbrücke Piacenza.
In Québec hat das Ministère de la Colonisation du Québec (in etwa: Landwirtschaftsministerium) 1905 eine kostengünstigere Weiterentwicklung mit schmaleren Latten und metallischen Verbindungen anstelle der Holznägel eingeführt. Dabei wurden die Träger alle 8 Fuß (2,44 m) mit senkrechten Pfosten zur besseren Stabilisierung versehen. Diese als Town québécois bezeichnete Variante wurde bis in die 1950er Jahre gebaut. Es sind auch heute noch zahlreiche Brücken erhalten, bei denen Gitterträger verwendet wurden.

## Eisenbrücken

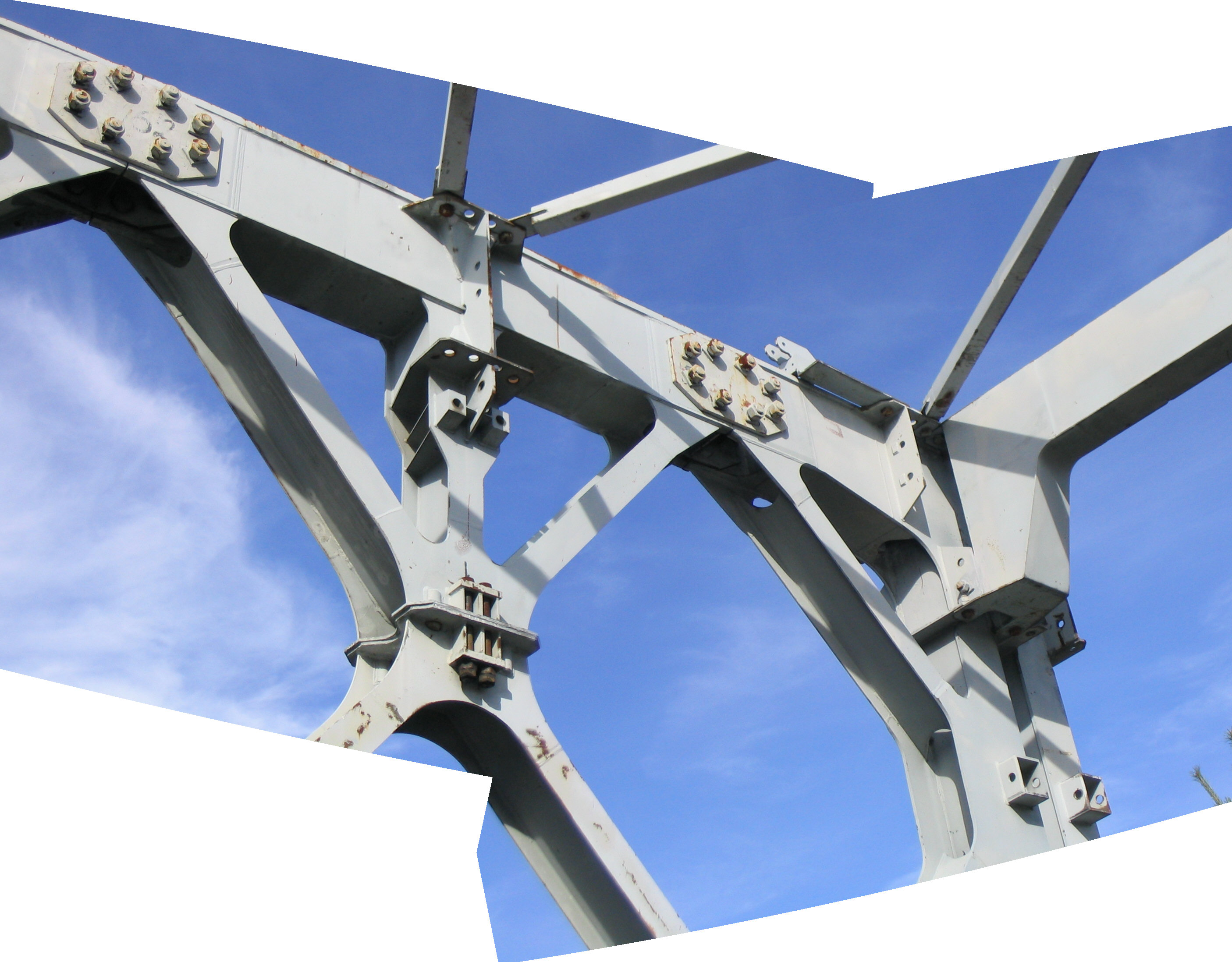
Schraub- und Schweißverbindungen der 1986 errichteten Klinkerhafenbrücke bei Oranienburg nördlich von Berlin

Mit der von Großbritannien ausgehenden verbreiteten Einführung des im Puddelverfahren hergestellten Schmiedeeisens wurde das Prinzip auf schmiedeeiserne Gitterträgerbrücken übertragen. Diese Bauweise wurde ab 1847, überwiegend in den 1860er Jahren und vereinzelt bis ca. 1900 eingesetzt. Dabei wurden anstelle der Latten mit Winkeleisen verstärke Flacheisen verwendet. Mit der Einführung gewalzter Profile und der Verbesserung der Berechnungsmethoden wurden die Gitternetze weitmaschiger, außerdem wurden die Gitter meistens durch Pfosten verstärkt. Die zuverlässiger werdenden Methoden der statischen Berechnung von Fachwerkträgern sowie die Entwicklung des Marktes zu handelsüblichen, standardisierten Profilträgern führten schließlich zur Verdrängung der Gitterträger durch Fachwerkträger. Dabei wurde sprachlich keine exakte Abgrenzung vorgenommen, viele der späteren Brücken wurden sowohl als Gitterträger- als auch als Fachwerkbrücken bezeichnet.
Einige der zum Teil noch existierenden schmiedeeisernen Gitterträgerbrücken sind:
- Darcy Lever Viaduct (1848), bei Bolton (Greater Manchester)
- Boyne Viaduct (1855), Drogheda, Irland
- Weichselbrücke Dirschau (1857)
- Nogatbrücke (1857)
- Dombrücke (1859–1909), Köln
- Rheinbrücke Waldshut–Koblenz (1859) über den Hochrhein
- Kaiserin-Elisabeth-Brücke (Passau) (1861) über den Inn
- Rheinbrücke Kehl (1861–1944)
- Sandbrücke (1861), Breslau
- Grandfey-Viadukt (1862)
- Ballindalloch Railway Bridge (1863)
- Eisenbahnbrücke Argenteuil (1863)
- Viaduc de Busseau (1865)
- Dritte Hampton Court Bridge (1865–1933)
- Runcorn Railway Bridge (1868) über den River Mersey
- Kew Railway Bridge (1869)
- Viadukt Ivančice (1870)
- Viaduc de la Bouble (1871)
- Erste Eisenbahnbrücke (Riga) (1872)
- Stadlauer Ostbahnbrücke (Stadlauer Staatsbahnbrücke) (1870–1931) in Wien
- Eisenbahnbrücke Steyregg (1873–1925)
- Thurbrücke Ossingen (1875)
- Reichsbrücke (1876–1937) in Wien
- Ponte Velha (Portimão) (1876)
- Bennerley Viaduct (1877) zwischen Nottinghamshire und Derbyshire
- Straßenbrücke von Cubzac (1883–1944, 1947)
- Ponte Internacional Valença-Tui (1884) an der spanisch-portugiesischen Grenze
- Fulham Railway Bridge (1889)
- Loopline Bridge (1891) in Dublin

Die Bauweise wurde abgelöst durch die Einführung von Stahlträgern, die industriell in großer Menge hergestellt wurden, was die kostengünstigere Herstellung von  Fachwerkbrücken erlaubte.
Bei der 1953–1954 wiederaufgebauten, zweigleisigen Urmitzer Eisenbahnbrücke wurde die Konstruktionsweise nochmals bei einer stählernen Brücke eingesetzt. Bei der 1986 errichteten Klinkerhafenbrücke bei Oranienburg wurde eine stählerne Behelfsbrücke der DDR eingesetzt, die man im fertig montierten Zustand als Gitterträgerbrücke bezeichnen kann.

## Hallen

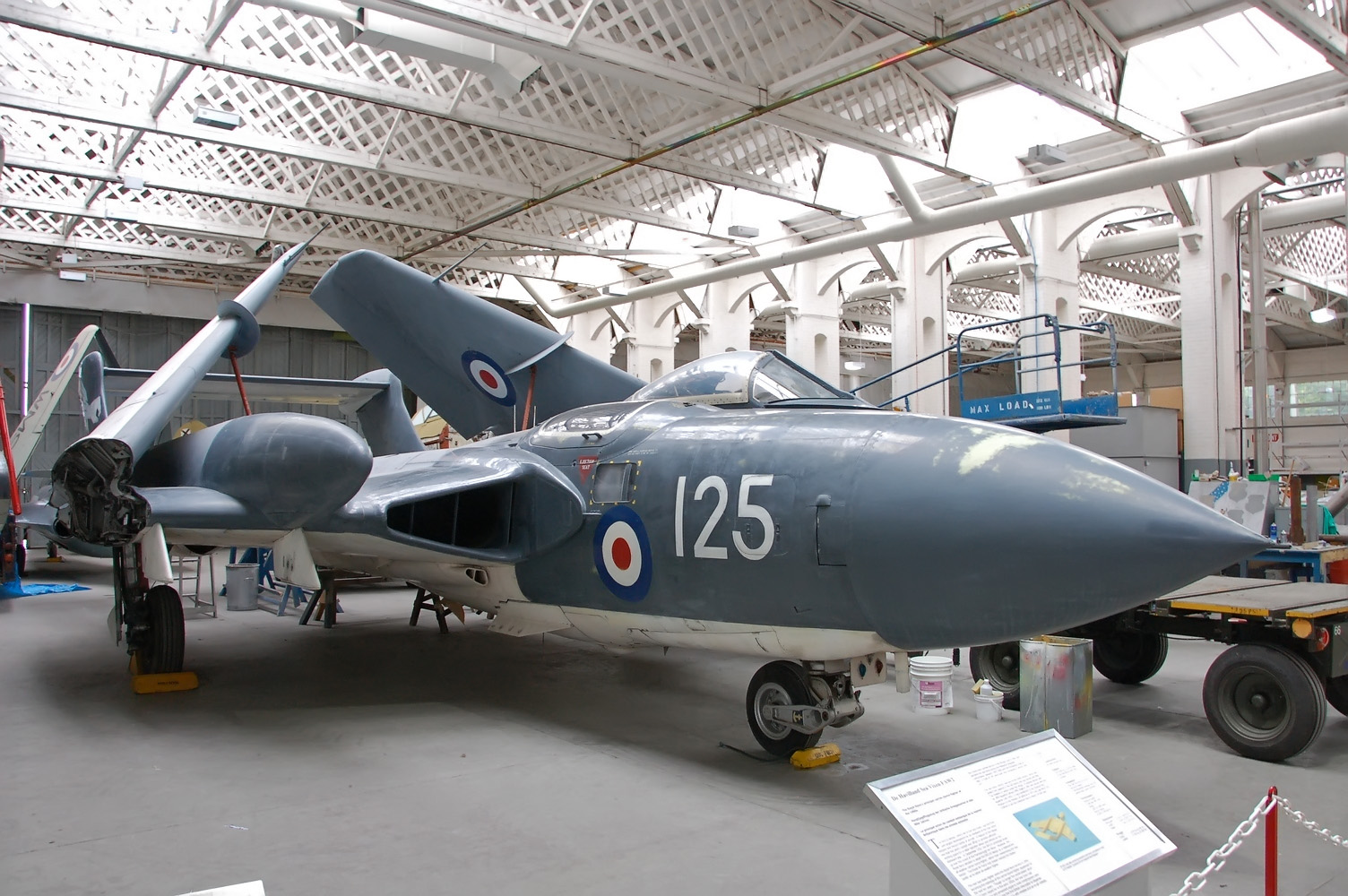
Imperial War Museum, Duxford, mit Gitterträgern unter dem Hallendach

Ein ähnliches Fügungsprinzip liegt Gitter-Schalenkonstruktionen wie zum Beispiel der Multihalle in Mannheim zugrunde. Auch diese bestehen aus leichten Stäben, die an den Kreuzungspunkten fixiert werden. Da sie Teil einer gewölbten Gitterschale sind, sind die Stäbe im Gegensatz zum gewöhnlichen Gitterträger leicht gekrümmt.
Ein irisches Unternehmen entwickelte ab 1866 den sogenannten Belfast truss, einen Gitterträger mit gebogenem Obergurt als Träger weitgespannter Hallendächer.